# Krunske zemlje Commonwealtha
Krunske zemlje Commonwealtha (engleski: Commonwealth realms) zajedničko je ime za 15 suverenih država koje priznaju istog kralja kao svojeg vladara i poglavara države. Karlo III. nije kralj Commonwealth realms (jer to nije suštinski entitet), on je kralj svake od ovih država zasebno. U svakoj od njih ona postavlja, neslužbeno po prijedlogu šefa odgovarajuće vlade, generalnog guvernera (engl. Governer-General) koji je njegov predstavnik u toj državi. Krunske zemlje Commonwealtha ne treba miješati s zajednicom država Commonwealthom.
Povijesno gledano, tihim raspadom Britanskog Carstva nastaje veći broj neovisnih država koje su do tada bile britanske kolonije ili protektorati. Stjecanjem neovisnosti većina ovih država inicijalno je prihvatila vladajućeg britanskog monarha za poglavara svojih novostvorenih država. Međutim, određeni broj na to nije pristao, a mnogi koji su početno pristali na ovakav kompromis poslije su odlučili samostalno imenovati poglavara države.

Trenutačno, sljedeće države čine Krunske zemlje Commonwealtha (Commonwealth realms):
- Antigva i Barbuda
- Australija
- Bahami
- Belize
- Grenada
- Jamajka
- Kanada
- Novi Zeland
- Papua Nova Gvineja
- Sveti Kristofor i Nevis
- Sveta Lucija
- Sveti Vincent i Grenadini
- Solomonski otoci
- Tuvalu

- Ujedinjeno Kraljevstvo

Funkcija kralja u ovim državama je ceremonijalna i simbolična i ona nema stvarnu moć nad njima. Sve ove države su suverene i imaju mogućnost da proglase republiku. Karlo III. morat će dobiti odobrenje svake od članica ako želi preuzeti odgovarajuće titule. Ova uloga povijesno je često bila paradoksalna. Tako npr. za vrijeme vladavine kralja Đura VI., Kanada je Njemačkoj proglasila rat nekoliko dana poslije Britanije tako da je Đuro istovremeno bio u ratu i u miru s Njemačkom. Nešto poslije, tijekom sukoba Indije i Pakistana 1947., Đuro VI., koji je tada bio kralj obje zemlje, našao se u nedefiniranom ratu protiv samog sebe. Ovo je često otvaralo pitanje da li se zapravo radi o jedinstvenoj kruni ili o više kruna za svaku od država, te koliko naklonjenost pojedinačnim državama utječe na druge. Također, činjenica da je vladajući britanski monarh ujedno i poglavar Anglikanske crkve donosi pitanje je li moguće da takav vladar predvodi raznoliko stanovništvo kakvo je ono u nekim od Krunskih država.
U mnogim od država kojima trenutačno vlada kralj postoje jake republikanske struje, osobito u Australiji i na Novom Zelandu. Utoliko je opstanak ovakvog stanja stvari pod upitnikom. Ipak, mnogi kralja smatraju simbolom jedinstva i tradicije koju ne treba mijenjati, što čini relativno sigurnim da se broj država Commonwealth Realms neće mijenjati za vrijeme vladavine Elizabete II. Ovo će se, najvjerojatnije, u mnogome promijeniti otvaranjem pitanja nasljeđivanja kraljice pogotovo ako su uzme u obzir činjenica da je Australija već jednom odbila da princ Charles postane generalni guverner.